# Madelyne Pryor
Madelyne « Maddie » Pryor-Summers est une super-vilaine évoluant dans l'univers Marvel de la maison d'édition Marvel Comics. Créé par le scénariste Chris Claremont et le dessinateur Paul Smith, le personnage de fiction apparaît pour la première fois dans le comic book Uncanny X-Men #168 en avril 1983.
Clone de Jean Grey créé par Mister Sinistre, Madelyne Pryor fait pendant un certain temps partie de l'équipe des X-Men, quand un certain nombre d'évènements de sa vie (notamment le rejet par son mari Cyclope et la perte de son fils) facilitent sa manipulation et sa transformation en démon.

## Biographie du personnage

### Origines
Ayant obtenu un échantillon des cellules de Jean Grey (Phénix), Mister Sinistre en créa un clone adulte. Quand Phénix se suicida, Scott Summers (Cyclope) crut qu'il avait perdu Jean à jamais. Sinistre accéléra la maturation du clone dans son laboratoire et la baptisa Madelyne Pryor en lui implantant de faux souvenirs ainsi que le désir de tomber amoureuse de Cyclope. Sinistre prévoyait de lui faire porter un enfant doté du potentiel génétique de Scott et Jean réunis. Le mauvais mutant pourrait alors capturer l'enfant et le contrôler dès sa jeunesse.
Au départ, le plan se déroula comme prévu : Scott rencontra Madelyne en Alaska, où elle travaillait comme pilote pour North Star Airways, la société des grands-parents de Scott. Après une romance éclair, Scott a proposé de se marier à Madelyne sur le pont du Starjammer et épouse Madelyne. Au cours de leur lune de miel dans les Caraïbes, Scott et Madelyne ont été attaqués par un requin et un calmar géant. Cela a incité Scott à choisir la retraite, réalisant qu'il préférait fonder une famille plutôt que de faire face à une vie de batailles sans fin entre les X-Men et les Starjammers.
Quelques mystères l'entouraient cependant : elle survécut au crash d'un avion le jour même où Phénix mourut sur la Lune, et le Professeur X était incapable de sonder son esprit (lui-même expliquant que cela n'arrivait que rarement sur certains humains, mais que c'était possible).
Au début de leur mariage, Scott et Madelyne pilotaient un avion pour une équipe de prospection géologique à travers l'Alaska, lorsqu'ils se sont heurtés à une mystérieuse tempête qui les a forcés à atterrir en catastrophe. Grâce à un artefact de Loki, tous les humains sans pouvoirs à bord de l'avion (y compris Madelyne) furent dotés de pouvoirs mystiques. En tant qu'Anodyne, Madelyne pouvait guérir pratiquement n'importe quelle blessure, maladie et défaut physique. Madelyne a également utilisé des pouvoirs de guérison mystiques pour permettre au Cyclope de vivre sans sa visière. Quand on a découvert que les intentions de Loki n'étaient jamais altruistes et que son don était gravement défectueux, car le coût de ces pouvoirs était la perte de créativité et d'imagination individuelles, tout le monde s'est opposé à lui. Ses plans ont pris fin, Loki a reçu l'ordre de restaurer tout le monde dans son état d'origine. Loki a méchamment retiré tous les pouvoirs qu'il avait accordés et tous ceux qu'Anodyne avait guéris ont également régressé. Au cours de l'incident, Madelyne a révélé qu'elle était enceinte.
Ils eurent un fils, Nathan Christopher Summers, destiné à devenir Cable.

### Nathan
Cependant, bien que Scott ait essayé de vivre une vie normale, il reçut un appel d'Angel l'informant que Jean Grey avait été retrouvée vivante.
Il abandonna Madelyne et son fils, qui furent attaqués par les Maraudeurs. Nathan fut enlevé et Madelyne hospitalisée après avoir été abattue par Scalphunter. Il n'y avait aucune trace d'elle ou du bébé, car Sinistre les avait tous effacées. Les propres pouvoirs psychiques de Madelyne commencèrent à se manifester, elle trouva refuge au sein des X-Men alors dirigés par Wolverine en l'absence de Tornade et se rapprocha d'Havok.

### La transformation
Par la suite, les X-Men durent combattre un démon, l'Adversaire. Afin de le vaincre, ils durent se sacrifier à Dallas. Avant de disparaitre, Madelyne utilisa l'une des caméras de télévision présentes afin de passer un message à Scott et de lui demander de retrouver leur fils. Revenus à la vie grâce à la déesse Roma, les X-Men travaillèrent secrètement en s'installant en Australie dans une vieille base abandonnée ayant appartenu aux Reavers.
Par la suite, croyant Madelyne morte, Scott se montra en compagnie de Jean Grey (retrouvée dans un cocon sous la mer) à la télévision. Le démon S'ym vint alors proposer à Madelyne de se venger de Scott, et elle accepta. Elle passa un marché avec un autre démon, N'astirh, afin de retrouver son fils. Les démons aidèrent Madelyne à prendre conscience de ses pouvoirs latents, à savoir la télépathie et la télékinésie. Elle devint la Goblyn Queen, marquant le début de la saga Inferno.
N'astirh emmena Madelyne à un orphelinat du Nebraska, une couverture pour un laboratoire génétique de Sinister. Ce dernier lui raconta tout sur sa création et son but avoué. Madelyne utilisa la magie noire afin de s'échapper. N'astirh lui rendit son fils, la Goblyn Queen dit à Sinistre qu'elle détruira le bébé, car il représente toutes les manipulations de Sinistre et tous les espoirs et rêves de Scott Summers, et avec ce sacrifice, elle se donnera complètement aux flammes de l'enfer.
Elle retourna Facteur-X contre les X-Men en redevenant Madelyne et en expliquant que Scott voulait enlever leur enfant. Les équipes vainquirent N'Astirh, mais Madelyne, devenue suicidaire lorsqu'elle apprit qu'elle n'était qu'un clone, s'enferma avec Jean Grey dans une « bulle télékinétique » (selon les termes de Psylocke), puis se donna la mort en essayant d'emmener télépathiquement Jean avec elle. Cette dernière survécut en réintégrant l'essence du Phénix résiduelle de Madelyne.

### Retour
Madelyne réapparut mystérieusement dans X-Man #5 (juillet 1995) partiellement amnésique. Grâce à l'aide de Séléné, elle devint Black Rook pour le compte du Club des Damnés et se rappela progressivement son ancienne vie.
Dans X-Man #25 (mars 1997), on apprend que cette Madelyne est en réalité une construction psychique, formée inconsciemment par l'esprit de Nate Grey ; cependant, contrairement à la plupart des créations psychiques, elle était incapable de s'autodétruire. Elle sembla vieillir prématurément dans X-Man #52 à la suite d'une perte d'énergie, et après être apparue en tant que fantôme psychique dans Cable #76, on ne la vit plus. Elle revint pourtant dans X-Man #67, où l'on apprit que Madelyne était un imposteur, une Jean Grey venue d'un univers parallèle.
Le scénariste Steven Grant (qui n'a pas participé aux apparitions antérieures de Madelyne dans la série) indiqua qu'il souhaitait garder cette explication pour toute la durée de la série X-Man. Scénaristiquement parlant, il existe toutefois des incohérences. En effet, cette fausse Jean Grey nous dit que Madelyne n'a jamais existé en tant que telle, qu'elle a été un imposteur tout du long; mais à d'autres moments, elle proclame « avoir remplacé Maddie il y a bien des mois » impliquant donc que seules les apparitions de Madelyne après le #67 aient été celles de la fausse Jean Grey.
Dans le Annual Avengers #10 (scénario de Chris Claremont), un enfant se faisant appeler Maddy Pryor fait son apparition. Il semble que Claremont ait repris le nom de la chanteuse et qu'aucune histoire autour de ce personnage n'ait été prévue, bien que l'enfant réapparaisse comme image mentale de Madelyne dans X-Men #238, portant les mêmes habit et ayant le même dialogue que dans Avengers Annual #10. Cela ressemble plus à une simple allusion sans prétention.

### Sororité des mutantes
Madelyne est apparemment revenue, identifiée par Scott lors d'un concert de Dazzler. Se faisant appeler la Reine Rouge (Red Queen en VO), elle a formé une version féminine de la Confrérie des mutants connue sous le nom de Sororité des mutantes. Elle avait recruté Martinique Wyngarde, sa demi-sœur Regan, Chimera, Spiral et Lady Deathstrike, promettant de ressusciter une personne de leur choix. Mais d'abord, ils avaient besoin d'un test, alors elle leur a fait voler un cercueil à Tokyo, contenant l'ancien corps de Psylocke dans lequel Kwannon est morte, le vrai corps de Psylocke. À l'aide d'un rituel magique, ils ont ressuscité son ancien corps et y ont placé son esprit. Expliquant le véritable objectif de la procédure par la suite, la Reine Rouge a révélé que ses résurrections promises n'avaient pas été essayées et étaient incertaines; cela a provoqué une réaction violente de certains de ses membres contre elle, mais elle les a convaincues de continuer à la suivre. La Sororité a alors commencé un raid surprise sur la base des X-Men, neutralisant rapidement plusieurs des principaux membres X. Se remettant des attaques initiales, les X-Men ont forcé la Sororité (comprenant désormais Psylocke soumise à un lavage de cerveau) à battre en retraite; mais toute la bataille n'était qu'une distraction qui a permis à la Reine Rouge de voler quelque chose gardé par Wolverine : une mèche de cheveux de Jean Grey.
Alors que les sœurs Wyngarde et Psylocke affrontaient Emma, Tornade, Dazzler et Karma, Madelyne et le reste de la Sororité se sont précipités sur le terrain de l'Institut Xavier où Jean était enterrée. Domino était déjà là et a retenu la Sororité jusqu'à l'arrivée des autres X-Men. Au cours de la bataille, Madelyne a déterré le cercueil de Jean. Cyclope l'a avertie de ne pas prendre possession du corps à l'intérieur, mais elle l'a fait malgré tout. Madelyne s'est alors effondrée à l'agonie. Cyclope a révélé qu'il savait que Madelyne viendrait sur la tombe de Jean et a demandé à Domino de retirer son cercueil et de le remplacer par celui de quelqu'un d'autre, sachant que rien de moins que le corps de Jean ne pouvait la contenir. Madelyne s'est désincorporée dans le néant.

## Pouvoirs et capacités
Étant donné que Madelyne Pryor a été clonée à partir de Jean Grey, elle possédait les pouvoirs de télépathie et de télékinésie de cette dernière, à un degré moindre toutefois.
En tant que Goblyn Queen, ses pouvoirs ont été considérablement renforcés grâce à la magie.
- Elle peut faire ressortir le côté sombre d'une personne, et la rendre mauvaise.
- Elle peut, grâce à sa télékinésie, transformer la réalité dans un endroit donné.

Après sa résurrection par X-Man (Nate Grey), sa puissance télépathique a diminué, se limitant à la lecture dans les esprits et la communication par la pensée. Sa télékinésie est toutefois restée assez puissante, lui permettant de projeter un rayon mental, de concentrer son énergie psionique en un bouclier protecteur et de voler à une vitesse assez élevée.
Parallèlement, elle développa des capacités que Jean Grey n'eut jamais. À savoir, une téléportation à travers le plan astral en utilisant ses pouvoirs psychokinétiques ainsi que des pouvoirs magiques.
Elle s'aperçut qu'elle était capable d'absorber les énergies psychiques des mutants psioniques ; ainsi, l'énergie qu'elle emmagasinait lui permettait d'augmenter ses propres pouvoirs ou de canaliser cette énergie dans une autre personne (principalement Nate Grey).

## Version alternative

### Mutant X
Dans l'univers alternatif de la série Mutant X (en), Cyclope a été projeté dans l'espace, son frère Havok devenant ainsi l'un des fondateurs des X-Men. Pareillement à l'Univers Marvel classique, Jean Grey décède et est remplacée par son clone, Madelyne (connue aussi sous le nom de Marvel Woman). Elle tombe amoureuse d'Havok et ils auront un fils, Scotty.
Elle passa aussi un pacte avec N'astirh et S'ym et fut à l'origine de la Inferno Crisis, à l'issue de laquelle elle découvrit l'étendue de ses pouvoirs psychiques. Cependant, même si elle survécut à la crise, elle abandonna son mari quand il forma le groupe des Six. Son côté sombre reprit le dessus à de nombreuses occasions, d'abord en tant que Goblyn Queen, et plus tard en tant que Goblyn Force. Elle fusionna avec le Beyonder et forma un être quasi-omnipotent. On suppose qu'Havok, juste avant d'être de nouveau propulsé dans le néant, sauva Madelyne en injectant le « Nexus of Realities » dans son corps, expulsant la Goblyn Force.
Dans cette réalité, quand Madelyne devient la Goblyn Queen, elle change d'apparence et se transforme en démon à la peau orange, arborant de longues cornes, des griffes et un troisième œil au milieu du front.

## Autour du personnage
L'auteur Chris Claremont semble avoir créé le nom du personnage en pensant à Maddy Prior, chanteuse du groupe de folk rock appelé Steeleye Span.